# デイナ・デアーモンド
デイナ・デアーモンド（Dana DeArmond、1979年6月16日- ）は、アメリカ合衆国のポルノ女優、ポルノ監督。

## 生い立ち
デアーモンドは、フロリダ州オーランドで育った。祖母はドイツ系である 。血統の半分はユダヤ系で、残りがフランス、オーストラリア、ハンガリー、ロシア、ポーランドである。10代の頃、サニー・レーンと同じスケート・クラブに通っていた。

## キャリア
2016年にAVN殿堂、2022年にXRCO殿堂入りしている。